# Los Villares de Soria
Los Villares de Soria es un municipio y localidad española de la provincia de Soria, en la comunidad autónoma de Castilla y León. El término municipal, que incluye las pedanías de Pinilla de Caradueña y de La Rubia, tiene una población de 75 habitantes (INE 2024).

## Geografía
Forma parte del partido judicial de Soria y de la comarca de Almarza. Pertenecen al término municipal, además de la localidad que le da nombre, las pedanías de Pinilla de Caradueña y de La Rubia.

## Historia
El censo de Pecheros de 1528, en el que no se contaban eclesiásticos, hidalgos y nobles, registraba la existencia de 24 pecheros, es decir unidades familiares que pagaban impuestos. En el documento original figura como Los Villares, formando parte del Sexmo de San Juan. En los comienzos del el pueblo se llamaba los Villares de Almajano ya que eran donde vivían los sirvientes de los nobles de la mesta que vivían en Almajano.
A la caída del Antiguo Régimen la localidad se constituyó en municipio constitucional, entonces conocido como Los Villares, en la región de Castilla la Vieja, partido de Soria, que en el censo de 1842 contaba con 34 hogares y 132 vecinos. A mediados del siglo XIX, el lugar tenía contabilizadas 40 casas Aparece descrito en el decimosexto volumen del Diccionario geográfico-estadístico-histórico de España y sus posesiones de Ultramar de Pascual Madoz de la siguiente manera:

VILLARES (los): l. con ayunt. en la prov. y part. jud. de Soria (3 1/2 leg.), aud. terr. y c. g. de Búrgos, dióc. de Osma; sit. en llano con buena ventilacion y saludable clima; tiene 40 casas; la consistorial; escuela de instruccion primaria frecuentada por 12 alumnos á cargo de un maestro dotado con 19 fan. de trigo; una igl. parr. de entrada (San Lorenzo), servida por un cura y un sacristan: confina el térm. con los de La Rubia, Caradueña, Ailloncillo, Pedraza y Renieblas: el terreno bañado por un pequeño arroyo, es de buena calidad: caminos, los locales: el correo se recibe y despacha en Soria. prod.: cereales, legumbres y buenos pastos, con los que se mantiene ganado lanar y vacuno. ind.: la agrícola: comercio esportacion del sobrante de frutos, ganado y lana, é importacion de los art. que faltan. Pobl.: 34 vec., 132 alm. cap. imp.: 10,643 rs..
(Madoz, 1850, p. 264)

A mediados del siglo XIX creció el término del municipio porque incorporó a Pinilla de Caradueña y a La Rubia. Hasta la reforma de la nomenclatura municipal de 1916 el municipio se llamaba simplemente Los Villares. En dicha fecha su nombre fue modificado por el de Los Villares de Soria.

## Demografía
Cuenta con una población de 75 habitantes (INE 2024).
| Gráfica de evolución demográfica de Los Villares de Soria entre 1842 y 2021 |
| |
| Población de derecho según los censos de población del INE Población de hecho según los censos de población del INEEn estos censos se denominaba Los Villares: 1842, 1857, 1860, 1877, 1887, 1897, 1900 y 1910 Entre el censo de 1857 y el anterior, crece el término del municipio porque incorpora a 425088 (Pinilla de Cardueña) y 425097 (La Rubia) |

### Población por núcleos
| Núcleos               | Habitantes (2000) | Habitantes (2010) | Notas   |
| --------------------- | ----------------- | ----------------- | ------- |
| Los Villares de Soria | 73                | 65                |         |
| La Rubia              | 27                | 24                | Pedanía |
| Pinilla de Caradueña  | 14                | 14                | Pedanía |